# Ulrique-Éléonore (reine de Suède)
Ulrique-Éléonore (en suédois : Ulrika Eleonora), née le 23 janvier 1688 à Stockholm et morte le 24 novembre 1741 dans la même ville, est reine de Suède-Finlande du 5 décembre 1718 au 29 février 1720 et reine consort jusqu'à sa mort. Elle est régente de 1731 à 1738.

## Biographie
Dernière fille du roi Charles XI et de la reine née Ulrique-Eléonore de Danemark, elle succède en 1718 à son frère Charles XII après avoir dû accepter d'abolir la monarchie absolue. Elle accepte en effet la nouvelle constitution qui limite la royauté, partageant le pouvoir entre le monarque, le Sénat et les États. Elle doit en outre renoncer au caractère héréditaire de la couronne pour elle et ses successeurs.
Mariée en 1715 à Frédéric Ier, landgrave de Hesse-Cassel, elle abdique en sa faveur en 1720. Son règne et celui de son mari inaugure la période dite ère de la liberté qui est une période de croissance économique et d'épanouissement culturel, mais d'effacement du pouvoir monarchique, devenu purement symbolique.
Sans descendant, elle vit ensuite dans la retraite, se livrant au plaisir de l'étude.
Elle meurt en 1741 de la variole, et avec elle s'éteint la branche suédoise de la dynastie des Deux-Ponts.